# Blini
Blini (također: blinčik, blinc) je vrsta tanke palačinke iz Rusije. Česte su u Istočnoj i Srednjoj Europi. Postoji inačica s i bez kvasca.
Riječ "blin" dolazi od staroslavenske riječi „mlinъ“.
Prvi slavenski narodi simbolično su bline smatrali simbolom Sunca, zbog okruglog oblika. Najviše se pripremaju u tjednu prije početka korizme, koji se zove Maslenica i slična je pokladama. Ono što je krafna na Zapadu, to su blini na Istoku, prije početka korizme na kraju pokladnoga razdoblja. Ova tradicija je usvojena od strane Pravoslavne Crkve, a provodi se i danas. Blini se također jedu u spomen na nedavno preminule.
Tradicionalni ruski blini rade se s ukvasanim tijestom, koje je ostalo rasti i zatim razrijedi hladnom ili kipućom vodom ili mlijekom. Kada se razrijede kipućom vodom, nazivaju se „zavarnije blini“. Tradicionalno se blini peku u pećnici. Danas se češće prže u tavi, kao i palačinke.
Palačinke od tijesta bez kvasca (obično napravljeno od brašna, mlijeka i jaja) također su česte u Rusiji, gdje se zovu blinčiki. Sve vrste brašna mogu se koristiti za izradu blina: od pšenice i heljde do zobi i prosa, iako je pšenica najpopularnija.
Pod nazivom „blinci“ uživaju popularnost u SAD-u od strane istočnoeuropskih i židovskih doseljenika, koji ih koriste i u židovskoj kuhinji. Iako nisu dio niti jednog specifičnog religijskog obreda u judaizmu, blinci punjeni s nadjevom od sira, a zatim prženi u ulju poslužuju se na židovske blagdane poput Hanuke i Šavouta. 